# Nietzchka Keene
Nietzchka Keene (Boston, Massachusetts, EE. UU., 26 de junio de 1952 - Madison, Wisconsin, EE. UU., 20 de octubre de 2004) fue una directora de cine, guionista y montajista estadounidense de cine y televisión. Es conocida por dirigir y escribir la película The Juniper Tree en 1990, protagonizada por Björk en su primer trabajo cinematográfico y filmada íntegramente en Islandia.
Le diagnosticaron cáncer de páncreas en la primavera de 2004 y murió a los 52 años, el 20 de octubre de 2004. Enseñó realización y edición de películas en la Universidad de Wisconsin-Madison hasta su muerte.

## Estudios
Keene nació en 1952 y se crio cerca de Boston, Massachusetts. Recibió su Bachiller universitario en letras en 1975 en Lingüística Germánica en la Universidad de Massachusetts Amherst y una Masestría en Bellas Artes en producción cinematográfica de la Universidad de California en Los Ángeles (UCLA) en 1979. Mientras estuvo en UCLA, se desempeñó como asistente de investigación en idioma islandés antiguo y lingüística con el Dr. Jesse Byock.

## Carrera
Keene trabajó en varias áreas en la industria cinematográfica en Los Ángeles mientras asistía a la escuela de posgrado, incluidos puestos como grabadora para un estudio de sonido, editora de diálogos en una casa de posproducción, proyeccionista y mezcladora de regrabación en la UCLA. Produjo tres cortometrajes como estudiante de posgrado: Friends (1977), Still (1978) y Hinterland (1983).
En 1986, después de regresar de su Programa Fulbright, escribió el guion de The Juniper Tree y volvió a filmar la película en 1987 en Islandia. Fue la primera película protagonizada por la conocida cantante y actriz Björk en el papel de una niña pequeña en una historia basada en un cuento de hadas de los Hermanos Grimm. Ganó una beca en memoria de Verna Fields por parte de la UCLA en 1987 para editar The Juniper Tree, completándola en 1989. La película haa sido proyectada en más de 23 festivales y eventos por invitación en todo el mundo, incluido el Festival de Cine de Sundance, el Harvard Film Archive y el Instituto de Arte de Chicago. Ganó el Prix du Public en el Festival des Films des Femmes de Montreal en 1990 y el Premio a la Ópera Prima en el Festival Internacional de Cine de Troia en Portugal en 1991.
Produjo un cortometraje, Aves, en 1994, con becas del National Endowment for the Arts y de la Universidad de Miami, donde utilizó innovadoras técnicas de animación para iluminar el estado espiritual de una monja de claustro. Esto se puede ver nuevamente en su segundo largometraje, Heroine of Hell, que fue financiado por una subvención del Independent Television Service, una iniciativa de producción respaldada por PBS lanzada a principios de la década de 1990 para desarrollar un trabajo creativo innovador para la televisión pública.
Ella filmó Heroine of Hell, una narración que combinaba la iconografía medieval con una historia actual, protagonizada por Catherine Keener y Dermot Mulroney, filmada en Miami, y que completó en 1995. Se distribuyó a través de PBS a las estaciones en 1996.
Keene tenía dos proyectos en curso en el momento de su muerte. Uno, un guion titulado Belle, se basaba en la historia real de una asesina en serie, Belle Gunness, en La Porte, Indiana, en los primeros años del siglo XX. Casi había completado un tercer largometraje, Barefoot to Jerusalem, en el momento de su muerte.
Barefoot to Jerusalem cuenta la historia del viaje de una mujer tras el suicidio de su amante, a través de un paisaje solitario que la lleva a la batalla contra el diablo. La película se rodó en locaciones de Madison, Wisconsin y en la península superior de Míchigan en 2001 y se encontraba en las etapas finales de posproducción en el momento de su muerte. Desde entonces, se completó y se lanzó en 2008.

## Filmografía

### Cine
| Año  | Título                | Directora | Guionista | Nota                                        |
| ---- | --------------------- | --------- | --------- | ------------------------------------------- |
| 1990 | The Juniper Tree      | ✓         | ✓         | Adaptación del cuento de los Hermanos Grimm |
| 2008 | Barefoot to Jerusalem | ✓         | ✓         | Estreno póstumo 4 años después de su muerte |

### Televisión
| Año  | Título          | Directora | Productora | Nota      |
| ---- | --------------- | --------- | ---------- | --------- |
| 1996 | Heroine of Hell | ✓         | ✓          | Telefilme |

### Cortometrajes
- 1978: Still (directora)
- 1981: Hinterland (directora, guionista)
- 1998: Aves (directora, guionista)